# 루모이 지청

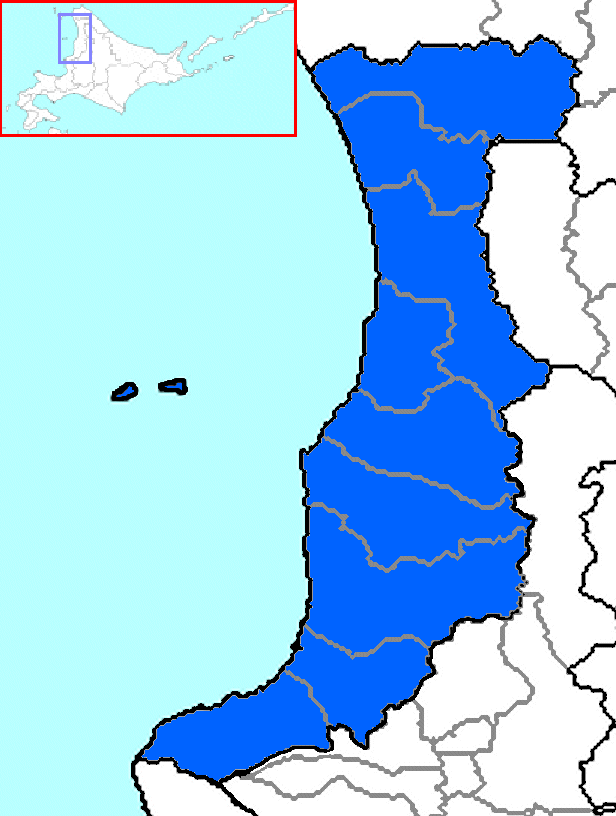
루모이 지청의 위치

루모이 지청(일본어: 留萌支庁)은 예전에 존재했던 홋카이도의 지청이다. 지청명은 데시오국 루모이 군에서 유래하며 지청 소재지는 루모이시이다. 2010년 4월 1일, 루모이 진흥국으로 개편되었다. 면적은 4,020.02km2이고 인구는 2009년 3월 기준으로 61,488명이다.
지청사는 홋카이도 청의 본청사의 별관이다. 관내 남부에 시코쓰토야 국립공원, 북부에 쇼칸베쓰테우리야기시리 국정공원, 에베쓰시에 도립 자연공원 놋포로 삼림공원이 있다.

## 역사
- 1897년 11월 5일 - 마시케 지청이 설치되었다.
- 1899년 - 가미카와 군을 가미카와 지청에 이관했다.
- 1901년 - 나카가와 군을 가미카와 지청에 이관했다.
- 1914년 지청을 마시케 정으로부터 루모이 정(현재의 루모이시)로 옮겨, 루모이 지청으로 개칭했다.
- 1948년 10월 20일 - 데시오 군 도요토미 촌(현재의 도요토미정)을 소야 지청에 이관했다.
- 2010년 4월 1일 - 루모이 지청을 폐지하고 루모이 진흥국이 발족했다. 동시에 데시오 군 호로노베 정이 소야 종합진흥국에 편입되었다.

## 인접한 지청

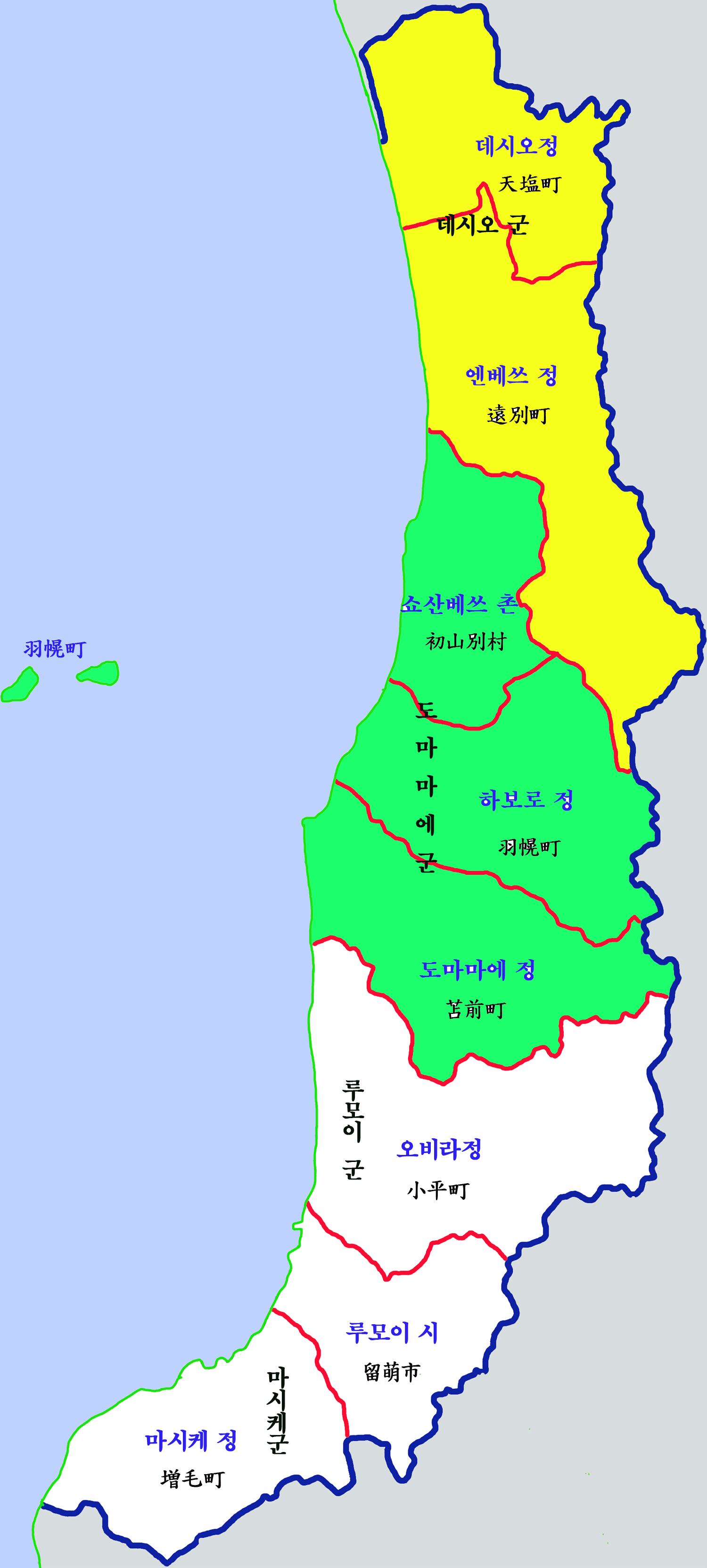
루모이 진흥국 행정구역

- 소야 지청
- 가미카와 지청
- 소라치 지청
- 이시카리 지청

## 지역
- 루모이시
- 마시케 군 : 마시케정
- 루모이 군 : 오비라정
- 도마마에 군 : 도마마에정, 하보로정, 쇼산베쓰촌
- 데시오 군 : 데시오정, 엔베쓰정, 호로노베정(호로노베 정은 진흥국 개편 이후 소야 종합진흥국 소속으로 바뀐다.)

## 산업
남부의 루모이 시, 마시케 정, 오비라 정 이외에는 낙농과 어업이 주산업이다. 오비라 정은 벼농사 농업, 마시케 정은 과수 육성이나 어업에 강하다.